# FC Stumbras
El FC Stumbras fue un club de fútbol con sede en Kaunas, Lituania. El club jugó en la A Lyga, máxima categoría nacional, desde 2015 hasta 2019.

## Historia
El FC Stumbras fue fundado en 2013 sobre las bases de uno de los equipos de la Academia Nacional de Fútbol de Lituania. En sus dos primeras temporadas encadenó sendos ascensos consecutivos desde el tercer nivel lituano hasta la máxima categoría. Con su debut en la edición 2015, se convirtió en el primer representante de Kaunas desde la desaparición del FBK Kaunas.
En 2016 el club fue comprado por un grupo inversor liderado por el irlandés Richard Walsh, cuyo objetivo era desarrollar jugadores internacionales en una máxima categoría europea. Bajo la dirección del entrenador portugués Mariano Barreto, el Stumbras se proclamó vencedor de la Copa Lituana de 2017 tras vencer al FK Žalgiris (1-0).
A mediados de la temporada 2019, el equipo perdió la licencia UEFA por problemas económicos y fue descalificado de las competiciones europeas. Meses después fue descalificado de la división de élite, lo que supuso su desaparición.

## Palmarés
| Competición               | Títulos | Subcampeonatos |
| ------------------------- | ------- | -------------- |
| A Lyga (0)                |         |                |
| Copa de Lituania (1)      | 2017    | 2018           |
| Supercopa de Lituania (1) |         | 2018           |

## Participación en competiciones de la UEFA
| Temporada | Torneo             | Ronda             | Club             | Casa | Visita | Global |
| --------- | ------------------ | ----------------- | ---------------- | ---- | ------ | ------ |
| 2018–19   | UEFA Europa League | 1ª Clasificatoria | Apollon Limassol | 1−0  | 0–2    | 1–2    |